# Ахметов, Кабдыгали Николаевич
Кабдыгали Николаевич Ахметов (каз. Қабдығали Николайұлы Ахметов; род. 26 ноября 1946; Дергачёвский район, Саратовская область, РСФСР, СССР) — казахстанский политический и общественный деятель, генерал-майор юстиции.

## Биография
Ахметов Кабдыгали родился 25 ноября 1946 года в селе Семёновка Дергачёвского района Саратовской области Российской Федерации в семье рабочего совхоза.
В 1965 году после окончания средней школы поступил в Саратовский юридический институт им. Д.И. Курского.
После успешного завершения обучения он был распределён в Казахстан и направлен в городскую прокуратуру г. Текели Талдыкорганской области, где проработал 5 лет.
С 1969 по 1974 годы — Следователь Прокуратуры города Текели.
С 1974 по 1983 годы — Следователь, Прокурор Бурлинского района Западно-Казахстанской области.
С 1983 по 1990 годы — Заместитель Прокурора Мангышлакской, Гурьевской областей.
С 1990 по 1996 годы — Прокурор Атырауской (Гурьевской), Западно-Казахстанской, Восточно-Казахстанской области Республики Казахстан.
С 1996 по 1997 годы — Начальник Главного следственного управления Государственного следственного комитета Республики Казахстан.
С 1997 по 1998 годы — Начальник ДГСК по Западно-Казахстанской области.
С 1999 по 2001 годы — Старший преподаватель Уральского института управления и права.
С 2001 по 2002 годы — Начальник Западно-Казахстанского областного управления юстиции.
С 2002 по 2008 годы — Депутат Сената Парламента Республики Казахстан от Западно-Казахстанской области, Член Комитета по законодательству и правовым вопросам, Секретарь Комитета по законодательству и правовым вопросам.
В настоящее время профессор факультета истории и права Западно-Казахстанского инновационно-технологического университета.

## Награды
- 1993 — звания «Государственный советник юстиции третьего класса»
- 2001 — Медаль «10 лет независимости Республики Казахстан»
- 2005 — Медаль «10 лет Конституции Республики Казахстан»
- 2006 — Медаль «10 лет Парламенту Республики Казахстан»
- 2006 — Орден Курмет[2][3]
- 2008 — Почётная грамота Сената Парламента Республики Казахстан за вклад в развитие казахстанского парламентаризма и активную законотворческую деятельность.[4]
- Нагрудный знак «Почётный работник прокуратуры Республики Казахстан»
- Нагрудный знак «Почётный сотрудник Государственного следственного комитета Республики Казахстан»
- Благодарственное письмо Президента Республики Казахстан со вручением нагрудного знака «Алтын Барыс» и др.